# Heinrich Danckelmann
Heinrich Dankelmann (2 de agosto de 1887 - 30 de octubre de 1947) fue un general de la Luftwaffe que sirvió como tercer Comandante Militar del Territorio de la Comandancia Militar en Serbia desde el 23 de julio al 20 de octubre de 1941. Durante su mandato como comandante supervisó numerosos crímenes de guerra contra la población, el más famoso de los cuales fue el ahorcamiento de cinco prisioneros en la plaza de Terazije. Fue sentenciado a muerte y ejecutado por crímenes de guerra en Yugoslavia en 1947.

## II Guerra Mundial
Para lidiar con el levantamiento en Serbia y el fracaso del Gobierno Comisionado, Milan Aćimović, líder del GC, sugirió que Danckelmann negociara con Milan Nedić para formar un nuevo gobierno títere. Después de breves negociaciones el 29 de agosto de 1941 fue formado el gobierno de Nedić. Esto fue hecho con la bendición de Heinrich Himmler y Reinhard Heydrich pero con gran riesgo para Danckelmann ya que tanto Adolf Hitler, Joachim von Ribbentrop, como el Alto Mando Alemán no estaban informados.
En septiembre, Danckelmann se reunió con una delegación italiana en Belgrado y con Nedić, en cuyo momento quedó claro para él que Nedić no podía manejar el alzamiento. Danckelmann quería tropas italianas para ayudar a aplastar el levantamiento, sin embargo Nedić insistió en que solo tropas alemanas podían mantener la "paz en Serbia". Los italianos vacilaban en ofrecerse porque vacilaban en ayudar, debido a problemas en sus propios territorios ocupados.
Durante el mandato de Danckelmann, la población serbia fue aterrorizada en un esfuerzo por aplacar el levantamiento, mientras que el gobierno de Nedić existía como ayudante del ocupante. Cinco "patriotas" fueron colgados como ejemplo el 17 de agosto. Veintiuna personas fueron ejecutadas y 50 fueron arrestadas por la muerte de un cartero alemán entre el 1 y el 3 de septiembre en Belgrado. 290 rehenes fueron ejecutados entre el 16 y 17 de septiembre. Crímenes similares ocurrieron en el interior de Serbia también, como el asesinato de 20 personas cerca de Bogatić. Danckelmann también amplió la jurisdicción del campo de concentración de Banjica a toda la zona de la Serbia ocupada, aunque previamente se consideraba limitada a Belgrado. Franz Böhme sucedió a Danckelmann como comandante de la Serbia ocupada el 19 de septiembre.
Danckelmann fue sentenciado a muerte y ejecutado por crímenes de guerra en Yugoslavia en 1947.